# Dieceza de Augsburg
Dieceza de Augsburg (în latină Dioecesis Augustana Vindelicorum) este una din cele douăzecișișapte de episcopii ale Bisericii Romano-Catolice din Germania, cu sediul în orașul Augsburg. Dieceza de Augsburg se află în provincia mitropolitană a Arhidiecezei de München și Freising.

## Istoric
Conform tradiției, în orașul Augsburg exista încă din secolul al IV-lea o comunitate creștină, condusă inițial de un episcop numit Narcis. Sfânta Afra, ar fi fost primul martir al acestui oraș, fiind arsă pe rug pentru credința sa în Hristos. Succesorul lui Narcis a fost Sfântul Dionisie, unchiul Afrei. După căderea Imperiului Roman, datele privind viitori episcopi și alte informați legate de Episcopia de Augsburg s-au pierdut, majoritatea datelor existente fiind mituri și legende.
Primul episcop a cărui existență este confirmată istoric este Sfântul Wikterp (Wicbpert), episcop între 739-768. Astfel, unii specialiști sunt de părere că dieceza a fost fondată oficial în secolul al VIII-lea. Despre episcopul Wikterp se știe că a participat la mai multe sinoade sau concilii bisericești locale convocate de către Sfântul Bonifaciu, cunoscut și sub numele de apostolul germanilor. 
Succesorul lui Wikterp a fost episcopul Tazzo despre care se știe că a construit abațiile Wessobrunn, Ellwangen, Polling și Ottobeuren. Tot în această perioadă dieceza a devenit sufragană a Arhiepiscopiei de Mainz, fiind până atunci dependentă de Patriarhia de Aquileia, din nord-estul Italiei. Succesorul lui Tazzo, Sfântul Simpert, inițial abate la Murbach, și o rudă a lui Carol cel Mare, a renovat multe biserici și mănăstiri de pe teritoriul diecezei și a construit prima catedrală de la Augsburg dedicată Fecioarei Maria.
Episcopia de Augsburg a ajuns la apogeu în timpul Sfântului Ulrich (923-973), cel care a ridicat nivelul de pregătire în rândul clerului prin numeroase reforme școlare, a renovat edificiile, a participat la numeroase sinoade și a dat pomană săracilor. În timpul incursiunilor maghiarilor păgâni asupra orașelor germane, aceștia au asediat în anul 955 Augsburgul. Episcopul Ulrich a susținut moralul omenilor prin predicile sale încurajându-i să lupte, contribuind astfel la victoria decisivă din același an a trupelor imperiale germane asupra maghiarilor în Bătălia de la Lechfeld. Tot el a construit bisericile Sf. Afra și Sf. Ioan și mănăstirea benedictină de maici Sf. Ștefan și s-a ocupat și cu organizarea a trei pelerinaje la Roma.
Între secolele XI-XII episcopia a suferit din cauza luptei pentru învestitură, dintre papă și împărat, pentru numirea episcopilor. În această perioadă au apărut conflicte între episcopii de Augsburg și autoritățile orașului, unii episcopi sfârșind prin a fi închiși. În cele din urmă situația a fost reglementată prin Concordatul de la Worms din anul 1122. În secolele următoare, în ciuda unor mici divergențe politice, dieceza a devenit din ce în ce mai bogată dominând industria și comerțul, făcând din Augsburg unul dintre cele mai importante orașe din zona germană și chiar din întreaga Europă.
Reforma Protestantă din secolul al XVI-lea a dat un impuls și pentru înnoirea Diecezei de Augsburg. Călugărul augustinian Martin Luther a compărut în anul 1518 în fața Dietei de la Augsburg, în prezența unui legat papal. Luther și-a prezentat ideile la Augsburg, unde a găsit numeroși adepți, inclusiv călugări, preoți, comercianți și numeroși membri ai nobilimii locale. Ignorând nevoia de reformă, episcopul Christoph von Stadion (1517-1543) a luat numeroase măsuri pentru oprirea răspândirii noilor idei în Dieceza de Augsburg, precum convocarea unui sinod la Dillingen prin care a interzis citirea scrierilor lui Luther, încurajarea bulei papale a lui Leon al X-lea de-al excomunica pe Luther, interdicția predicatorilor protestanți de a veni în oraș și avertizarea nobilimii, a comercianților și a magistraților de presupusul pericol al învățăturilor Reformei asupra cetățenilor.
Cu toate acestea, în 1524, consiliul orășenesc, format în mare parte din adepți ai lui Luther, au încurajat învățăturile luterane printre care căsătoria preoților, eliminarea zilelor de post și interdicția catolicilor de a mai predica în oraș. Multe mănăstiri și castele nobiliare catolice au fost distruse de către țăranii animați de noua învățătură. Astfel orașul Augsburg a devenit, prin decizia consiliului, un oraș imperial secular, independent de episcop, cel ce era considerat și prinț al orașului până atunci și luându-i toate atribuțiile politice. Episcopul a plecat în exil în Dillingen. De asemenea, bisericile și Catedrala din Augsburg au trecut la credința evanghelică-luterană, fiind supuse unui dur program iconoclast ce a distrus numeroase capodopere de la sfârșitul Antichității și începutul Evului Mediu.
În anul 1530 Dieta de la Augsburg a formulat Confesiunea Augustană (Confesiunea de la Augsburg), care a fost trimisă împăratului Carol Quintul. Supărat din cauza stării de revolta a cetățenilor în fața amenințării otomane, ce tocmai asediase în 1529 capitala imperiului, Viena, împăratul a emis un decret prin care urmau să fie desființate toate inovațiile și să se întoarcă toată lumea la credința catolică. În cele din urmă, după numeroase conflicte politice și chiar armate, în anul 1555 a fost adoptată Pacea Religioasă de la Augsburg, prin care erau recunoscuți creștinii luterani. Trunchiul principal al confesiunii luterane a adoptat mărturisirea de credință de la Augsburg și se intitulează Evangelische Kirche A. B. (Augsburger Bekenntnis), de confesiune augustană, inclusiv Biserica Evanghelică de Confesiune Augustană din România.
În anul 1629, printr-un edict al împăratului Ferdinand al II-lea, episcopul s-a întros la Augsburg unde a instituit programul Contrareformei. Abia în anul 1648, prin Pacea Westfalică, după Războiul de Treizeci de Ani (1618-1648), problemele și conflictele dintre catolici și protestanți au fost diminuate, ajungându-se în cele din urmă la o conviețuire pașnică.
În anul 1802 averile episcopiei au fost în cea mai mare parte secularizate. În anul 1817, în urma unui concordat cu Sfântul Scaun, episcopia a devenit sufragană a Arhidiepiscopiei de München și Freising.